# Heinrich Scharp
Heinrich Scharp (* 15. Februar 1899 in Höchst am Main; † 25. Dezember 1977) war als Journalist, Historiker und Parteifunktionär ein Vertreter des Politischen Katholizismus.
Nach dem Studium der Geschichte wendete sich Scharp unter dem persönlichen Einfluss Friedrich Dessauers der politischen Aktivität in der Zentrumspartei zu. 1921 wurde er Parteisekretär des Frankfurter Stadtverbands des Zentrums, 1923 Chefredakteur der von Dessauer herausgegebenen, linkskatholischen Rhein-Mainische Volkszeitung. Im Juli 1933 befand er sich mehrere Tage in Gestapo-Haft, kurz darauf folgte die staatliche Übernahme der Volkszeitung. Scharp arbeitete darauf als Journalist in Rom, ab 1936 als Korrespondent für die Frankfurter Zeitung in Prag und ab 1940 in Berlin. Von 1945 bis 1950 saß er im sowjetischen  Lager Buchenwald ein. 1950 wurde er in der DDR zu 18 Jahren Zuchthaus verurteilt, 1952 jedoch auf Vermittlung des ehemaligen Reichskanzlers Joseph Wirth freigelassen. In seinen verbleibenden Lebensjahren war Scharp als Schriftsteller und Historiker aktiv. Unter anderem schrieb er mehrere Arbeiten zur Frankfurter und Limburger Kirchengeschichte.
Er war seit 1919 Mitglied der katholischen Studentenverbindung KDStV Badenia (Straßburg) Frankfurt am Main im CV.